# Laurence Aberhart
Laurence Aberhart (* 1949, Nelson, Nový Zéland) je novozélandský fotograf známý svými cestovatelskými snímky zaměřenými na architekturu a krajinu. Věnuje se též portrétní fotografii, ve které se snaží odhalit podstatu stereotypu.

## Život a dílo
Pracuje především v oblasti Nového Zélandu, od roku 1978 byla jeho práce představena na mnoha výstavách po celém světě včetně Austrálie, Franci, USA a v dalších zemích.
Mezi jeho nejznámější fotografie patří série pěti snímků Prisoner's Dream. Předmětem tohoto cyklu je hora Taranaki a je mimořádná zejména tím, že expozice byly pořízeny za měsíčního světla a trvaly déle než pět hodin. Dnes je tato série jedním z nejdražších fotografických děl, které vytvořil.